# دان كوش
دان كوش (بالإنجليزية: Dan Koch)‏ هو عازف قيثارة أمريكي، ولد في 1983.

## روابط خارجية
- دان كوش على موقع ميوزك برينز (الإنجليزية)
- دان كوش على موقع ديسكوغز (الإنجليزية)